# Cartas sobre a confederação dos Tamoios
Cartas sobre a confederação dos Tamoios são uma série de cartas publicadas em seu próprio jornal, o Diário do Rio de Janeiro, onde José de Alencar critica veementemente a obra de Gonçalves de Magalhães (então protegido do Imperador D. Pedro II), a A Confederação dos Tamoios.

## Polêmica
Nas suas críticas, é possível verificar uma "mini-poética" alencarina sobre o tema do índio, que servirá futuramente para a composição de Iracema. As cartas, escritas para o jornal sob o pseudônimo de Ig. — referente à personagem Iguassú, do livro de Magalhães —, são publicadas em livro, já com o nome de Alencar. Tais textos deram origem a uma polêmica, em que debatiam, além de Alencar, outros poetas e amigos de Gonçalves de Magalhães, como Araújo Porto Alegre e Franklin Távora. Muito lúcido, Alencar demonstra, ainda bastante jovem, apurado senso crítico. Nas cartas, faz muitos elogios à obra de Chateaubriand, com a qual, vez por outra, compara Gonçalves de Magalhães — comparação sempre ruim para o protegido de D. Pedro II.